# Weinviertler Schnellstraße
Die Weinviertler Schnellstraße S3 ist eine 35 Kilometer lange Schnellstraße in Niederösterreich, verläuft vom Knoten Stockerau nach Hollabrunn und führt durch das Weinviertel nach Guntersdorf. Sie stellt als Verlängerung der Donauufer Autobahn A22 und gemeinsam mit der bestehenden Weinviertler Straße B303 eine Verbindung von Stockerau über Hollabrunn zur österreichisch-tschechischen Grenze bei Znaim dar. Als Teil der Europastraßen E49 und E59 verbindet sie unter anderem Wien und Prag.

## Streckenabschnitte
Die Strecke vom Knoten Stockerau nach Stockerau-Nord steht straßenverkehrsrechtlich im Rang einer Autobahn und war ursprünglich Teil der A22. Die restliche Strecke ist als Autostraße ausgeschildert, auf der 100 km/h Höchstgeschwindigkeit gelten.
Die schon bisher kreuzungsfreie Strecke der B303 von Stockerau-Nord nach Hollabrunn-Süd wurde zwischen 2008 und 2009 wechselweise auf 2 + 1 Fahrstreifen mit einer starren Mitteltrennung mit Pannenbuchten und teilweisem Lärmschutz ausgebaut. Zwischen Göllersdorf und Großstelzendorf existiert jedoch noch ein ca. 2 km langer unausgebauter Abschnitt.
Mit 1. August 2009 wurde der Abschnitt Knoten Stockerau–Hollabrunn-Süd der bisherigen A22 bzw. B303 zur S3 umgewandelt und in das Autobahnen- und Schnellstraßennetz der ASFINAG integriert.
Mit der Umwandlung zur Schnellstraße wurde auch Vignetten- bzw. Mautpflicht eingeführt. Einerseits als Folge des Sicherheitsausbaues – andererseits um nicht Mautflüchtlinge von der Anfang 2010 in Betrieb gegangenen Nord Autobahn anzulocken.

## Regelquerschnitt
- Knoten Stockerau – Stockerau Nord: 2+2      (Kilometer 0–2,0)
- Stockerau Nord – Göllersdorf: 2+1                 (Kilometer 2,0–14,5)
- Göllersdorf – Großstelzendorf: 1+1                (Kilometer 14,5–16,5)
- Großstelzendorf – Hollabrunn Süd: 2+1         (Kilometer 16,5–20,5)
- Hollabrunn Süd – Hollabrunn Nord: 1+1         (Kilometer 20,5–25,5)
- Hollabrunn Nord – Guntersdorf: 2+1               (Kilometer 25,5–35)

### Weiterer Ausbau
Der Ausbau der Strecke Hollabrunn-Süd bis Guntersdorf erfolgte ebenfalls im 2+1-System. Der Abschnitt Hollabrunn Nord bis Guntersdorf sollte mit einer Kronenbreite von 16,40 Metern etwas breiter sein als der Abschnitt Hollabrunn Süd bis Stockerau Nord. Somit können Einsatzkräfte auch in den einspurigen Bereichen an den Autos vorbeifahren. Auch hier wird ein späterer vierspuriger Ausbau berücksichtigt.
Im Februar 2012 wurde die Trassenführung bis Guntersdorf festgelegt. Im Herbst desselben Jahres sollte es noch zur UVP eingereicht werden. War der Ausbau ursprünglich in den Jahren 2014 bis 2016 geplant, wurde schlussendlich am 6. Juni 2017 mit zwei Brückenbauwerken über die Nordwestbahn mit dem ersten Baulos begonnen. Für das zweite Baulos, zwischen Hollabrunn und Suttenbrunn, fand der Spatenstich am 2. September 2017 statt, wobei die Verkehrsfreigabe Anfang 2020 geplant ist.[veraltet] Im Jänner 2018 wurde die Verkehrsfreigabe mit Oktober 2020 angegeben. Per 1. Juli 2019 übernahm die ASFINAG die Umfahrung Hollabrunn vom Land Niederösterreich. Somit wurde die Umfahrung Teil der S3 und bereits vor Fertigstellung des restlichen in Bau befindlichen Teilabschnitts der S3 maut- und vignettenpflichtig. Da die Umfahrung an die Anforderungen einer Schnellstraße angepasst werden muss, ist sie um Wildzäune, eine blaue Beschilderung und Notrufsäulen ergänzt worden. Weiters wurden zwei Rastplätze mit insgesamt 62 Pkw- und 90 Lkw-Stellplätze bei Wullersdorf gebaut. Diese verfügen über Notrufsäulen, LED-Beleuchtung und Defibrillatoren sowie Videoüberwachung. Darüber hinaus wurden die Rastplätze mit Getränkeautomaten und jeweils einer Infrastrukturzeile mit WC, Dusche und Wickeltischen ausgestattet.
Der Neubau der verbleibenden Strecke von Guntersdorf bis zur österreichisch-tschechischen Staatsgrenze bei Kleinhaugsdorf erfolgt in Abhängigkeit von der Verkehrsentwicklung und in Abstimmung mit den Planungen auf tschechischer Seite. In diesem Abschnitt führt die bestehende B303 jedoch ohnehin bereits außerhalb der Ortschaften.

## Geschichte
In der Monarchie wurde die Verbindung ab Stockerau als Znaimer Straße oder auch als Stockerau-Znaimer Straße bezeichnet, um sie von der Krems-Znaimer Straße zu unterscheiden. Die Straße verlief damals noch durch die Ortskerne von Sierndorf, Göllersdorf und Guntersdorf. Durch das Bundesgesetz vom 8. Juli 1921 wurde die Straße zwischen Wien-Floridsdorf und der Staatsgrenze bei Kleinhaugsdorf als Prager Straße bezeichnet. Bis 1938 wurde die Prager Straße als B 2 bezeichnet, nach dem Anschluss Österreichs wurde die Prager Straße bis 1945 als Teil der Reichsstraße 96 geführt. Seit 1948 wurde diese Straße wieder als Znaimer Straße bezeichnet, um sie von der Prager Straße in Oberösterreich zu unterscheiden.
Die heutige Weinviertler Straße wurde bis 1999 als Znaimer Straße bezeichnet und trug die Nummer B2. Die B303 hatte bis 1999 den Verlauf der heutigen Waldviertler Straße (B2). Die Umbenennung erfolgte, um den geplanten Ausbau zur Weinviertler Schnellstraße (S3) zu dokumentieren, da (ehemalige) Bundesstraßen in der Planungs- und Bauphase eine Nummer tragen, die um 300 höher ist als ihre geplante Schnellstraßen-Nummer.
Im Dezember 2020 wurde der Abschnitt zwischen Hollabrunn und Guntersdorf für den Verkehr freigegeben. Die Eröffnung der beiden Rastplätze Wullersdorf und Schöngrabern erfolgte am 1. Juli 2022, was ein Jahr später war als anfangs geplant.

## Kritik

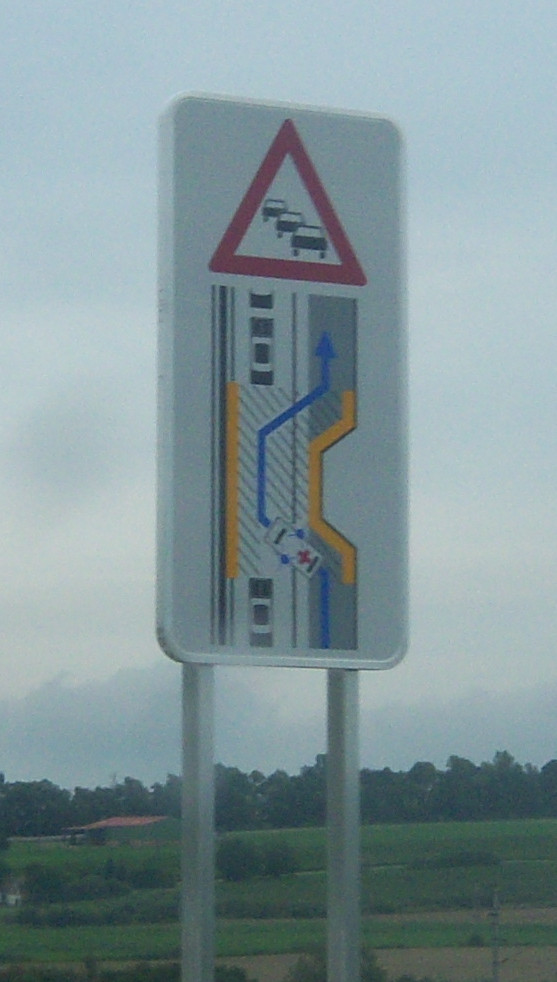
Extra entworfenes Verkehrszeichen

Es gab aus der lokalen Politik auch Forderungen, die Straße sofort vierspurig auszubauen, was aber auf Grund des derzeit noch nicht sehr hohen Verkehrsaufkommens (südlich Hollabrunn unter 15.000 Kfz durchschnittlicher Tagesverkehr) als nicht wirtschaftlich erachtet wurde. Man hat allerdings in den Planungen einen späteren vierspurigen Ausbau berücksichtigt.
Auch von Seiten der Einsatzorganisationen kommt vermehrt Kritik, da im Bereich der Verlängerung der ehemaligen B303 die Mindestbreiten gemäß den Richtlinien und Vorschriften für das Straßenwesen nicht überall erreicht werden. Durch das Setzen von Betonleitwänden wird der Seitenstreifen stark eingeengt. Teilweise gibt es keine Fahrbahntrennungen sowie teilweise keinen Pannenstreifen. Da im Staufall die Einsatzkräfte den Einsatzort kaum erreichen können, muss bei Stillstand des Verkehrs in Engstellen die einzige Fahrspur freigehalten werden. Zu diesem Zweck wurde ein eigenes Verkehrszeichen entworfen.
Für Kritik sorgte, dass auf der S3 Vignetten- bzw. Mautpflicht herrscht, obwohl diese keinen Autobahnquerschnitt aufweist. Beklagt wurde auch, dass nachts zwischen Kleinhaugsdorf und Stockerau keine Vignetten erhältlich sind, da in diesem Bereich Tankstellen bereits ab 22 Uhr geschlossen sind.